# 许田
许田（1962年—），浙江嘉兴人，中国遗传学家，长江学者，生长调控领域的创始人之一。1982年毕业于复旦大学遗传学专业，后考取纽约市立大学研究生，1990年取得耶鲁大学博士。长期在耶鲁大学任教，从1996年起每年也在复旦等国内大学和院所讲学。曾任华人生物学家协会主席。2018年4月全职加入西湖大学，任遗传学讲席教授和副校长。 

## 简历
- 1990-1993年：加州大学伯克利分校博士后
- 1993-2018年：历任耶鲁大学遗传学和神经生物学助理教授、副教授、终身教授、C.N.H. Long讲席教授，
- 2003-2018年：任耶鲁大学遗传学系副系主任
- 2001-2013年：任耶鲁大学校长顾问
- 1997-2018年：任霍华德休斯医学研究院研究员

## 头衔
- 国务院侨办专家咨询委员会委员
- 海协会理事
- 美国科学促进会成员（AAAS Fellow）
- 美中前沿科学交流委员会美方主席
- 2002-2018年担任罗斯伯格研究所/孵化器科学委员会主席

## 荣誉
- 耶鲁优秀博士论文导师
- 美国索恩本遗传讲座奖
- 美国优秀博士后奖（Whitney）
- 优秀青年科学家学者（Pew）
- 结节性硬化症协会创新奖和杰出贡献奖
- 全国优秀博士论文导师
- 全国青年发明奖导师
- 复旦大学校长奖
- 上海自然科学一等奖和白玉兰纪念奖

## 学术成果
拥有几十项国际专利，哺乳动物转座子和镶嵌遗传分析等多项发明为全球广为应用并成功产业化。